# Натаніель Лайон
Натаніель Лайон (англ. Nathaniel Lyon, 14 липня 1818 — 10 серпня 1861) — американський воєначальник, перший генерал федеральних військ, який загинув під час Громадянської війни в США.

## Ранні роки
Лайон народився на фермі в Ешфорді, Коннектикут. У дитинстві він ненавидів сільське господарство, яким займалась його сім'я. Його родичі воювали в Війні за незалежність, і він був сповнений рішучості наслідувати їх. У 1837 році він вступив до Військової академії США і закінчив одинадцятий у своєму класі з 52 курсантів у 1841 році.
Він був призначений до 2-го полку регулярної піхоти і служив там в ході Семінольської війни і американо-мексиканської війни. Він був підвищений до старшого лейтенанта за «хоробрість в захопленні ворожої артилерії» у битві за Мехіко і отримав патент на чин капітана після битв при Контрерас і Чірубуско. Потім він ніс службу на кордоні, де він брав участь у різанині корінних американців в Клірлейк, Каліфорнія в 1850. Після того, переведений в Форт Райлі, штат Канзас, Лайон був стійким противником рабства. Він не підтримував радикалізм аболіціоністів, і підтримував Республіканську партію під час служби на кордоні.

## Громадянська війна
У березні 1861 року, Лайон прибув до Сент-Луїса командуючи ротою B 2-го піхотного полку США. У той час населення штату Міссурі було відносно нейтральним у суперечці між Північчю і Півднем, але губернатор Клейборн Ф. Джексон сильно співчував Півдню, як і багато інших законодавців штату. Лайон був стурбований цим, а особливо що може бути захоплений федеральний арсенал в Сент-Луїсі, якщо штат відділилися і що Союз не буде мати сил для оборони, щоб запобігти захопленню. Він спробував зміцнити оборону, але нарвався на опозицію з боку свого начальства, в тому числі у лиці бриг. генерал Вільям С. Гарні з Департаменту Заходу . Коли почалася громадянська війна і президент Авраам Лінкольн закликав війська для придушення Конфедерації, Міссурі отримав наказ на постачання чотирьох полків. Губернатор Джексон відхилив прохання і наказав гвардії штату Міссурі, зібрати за межами Сент-Луїса під заявою навчань для захисту штату.
Лайон сам взяв активну участь у створенні воєнізованої організації профспілкового толку. 10 травня він направив добровольців Міссурійських полків і 2-го регулярного полку США в табір міліції штату, змусивши її капітулювати.
Після цього в Сент-Луїсі спалахнули заворушення. В ході цих заворушень загинуло близько 28 чоловік і десятки були поранені. Лайон був не дивлячись на це нагороджений званням, бригадного генерала 17 травня 1861 року. Він отримав у командування війська Союзу в штаті Міссурі 31 травня 1861 як командир департаменту Захід.
Конфедерати спочатку відступили до столиці Джефферсон-Сіті, а потім відступили до штату Бооневіля. Лайон рушив вгору по річці Міссурі і захопив Джефферсон-Сіті 13 червня 1861. Він продовжував переслідування і 17 червня він переміг частину міліції Міссурі в битві при Бооневілі. Губернатор штату Міссурі і гвардія штату відступили на південний захід. Лайон встановив профспілковий уряд і прийняв на себе командування армією Заходу 2 липня 1861.
До 13 липня Лайон був у Спрингфілді, штат Міссурі, з армією в 6000 солдатів. Міссурійська міліція, була за 75 миль на південний захід від Лайона.
Армії противників зустрілись в кількох милях на північний захід від Спрингфілда вранці 10 серпня в битві при Крік Вільсон. Лайон був двічі поранений в бою; постріл влучив йому в голову і ногу і його кінь був під ним вбитий. Він був убитий пострілом у серце приблизно в 9:30 ранку. Хоча Союзна армія зазнала поразки при струмку Вілсона, швидкі дії Лайона нейтралізували ефективність дій конфедератів в південному Міссурі, що дозволило Союзу зберегти штат.